# Telamonia comosissima
Telamonia comosissima là một loài nhện trong họ Salticidae.
Loài này thuộc chi Telamonia. Telamonia comosissima được Eugène Simon miêu tả năm 1886.